# Евдокија Ивановна (ћерка великог кнеза Ивана III)
Евдокија Ивановна (1492—1513) - ћерка великог кнеза московског Ивана III Васиљевича и велике кнегиње Софије Палеолог, супруга татарског кнеза Худај-Кула (Кудаикул).
Кнегиња Евдокија је била најмлађе дете великог кнеза Ивана III у његовом другом браку са великом кнегињом Софијом Палеолог. Рођена је 1492. године. Године 1506, њен брат, велики кнез Василије III, удао ју је за татарског принца Худај-Кула, који је прешао у православље под именом Петар Ибрахимович. У овом браку рођена је ћерка Анастасија, која је касније постала супруга кнеза Фјодора Михаиловича Мстиславског и кнеза Василија Васиљевича Шујског. Кнегиња Евдокија је умрла веома млада 1513. године.
Палеогенетичари су утврдили да Евдокија Ивановна има митохондријалну хаплогрупу HV0.